# Olib
Olib (wł. Ulbo, niem. Lüb) – wyspa w północnej Dalmacji, jedna z wysp Archipelagu Zadarskiego, położona na północ od Zadaru, na południowy zachód od Pagu, południowy wschód od Lošinj i na wschód od Silby. Jej powierzchnia wynosi 26,14 km² a długość linii brzegowej 33,34 km.
Zasiedlona od czasów rzymskich, po raz pierwszy wspomniana w dokumentach z X wieku pod nazwą Aloep. Najwyższe wzniesienie na wyspie to Kalac (74 m n.p.m.). Na wyspie wciąż jest używana čakavica, dialekt języka chorwackiego. Brak tutaj źródeł słodkiej wody, stąd niemal każdy dom ma własną cysternę na deszczówkę.